# Aaliyahs diskografi
Det här är en heltäckande lista över officiella skivsläpp av den amerikanska R&B-sångerskan Aaliyah (1979 - 2001). Under sin sju år långa karriär gav hon ut tre studioalbum och 19 musiksinglar via skivbolagen Jive/Blackground- och Atlantic Records. Efter sin död har ytterligare två samlingsalbum och 6 musiksinglar getts ut postumt.
Vid 12 års ålder skrev Aaliyah på för skivbolagen Jive och Blackground med hjälp av sin farbror Barry Hankerson. Sångerskans debutalbum Age Ain't Nothing But a Number, gavs ut år 1994. Skivans ledande singel, "Back & Forth", blev en topp-fem hit i USA där den även certifierades med guld-status av RIAA. Framhävd av publiciteten som första singeln skapade sålde sångerskans debutalbum över tre miljoner exemplar i USA och certifierades dubbelplatina. Skivans andra singel, "At Your Best (You Are Love)", klättrade till en sjätte plats på Billboard Hot 100. År 1996, efter anklagelser om ett olagligt äktenskap med Kelly, avbröt Aaliyah sitt kontrakt med Jive och skrev på för Atlantic Records. Sångerskan började därefter att intensifiera arbetet på hennes andra studioalbum, One in a Million. Albumet gavs ut den 27 augusti samma år och tog sig till en 18:e plats på Billboard 200. Skivan sålde över åtta miljoner exemplar och certifierades platina i USA och guld i Storbritannien och Japan. Den ledande singeln, Timbaland-komponerade "If Your Girl Only Knew", blev en smash-hit som klättrade till första platsen på USA:s R&B-singellista Hot R&B/Hip-Hop Songs. Aaliyah fortsatte att dominera singellistorna under slutet av 1990-talet med hitsen "One in a Million", "4 Page Letter", "The One I Gave My Heart To" och "Are You That Somebody?".
Fortsättningsvis spelade Aaliyah in ett soundtrack till filmen Romeo Must Die. Låten, "Try Again", gavs ut som singel år 2000 och blev genast en superhit både i USA och internationellt. Singeln, som blev Aaliyahs största hit i karriären, tog sig till en första plats på Billboard Hot 100 och hade topp-tio positioner på majoriteten av alla andra listor låten tog sig in på. Singeln nominerades därefter till en Grammy Award med utmärkelsen "Best Female R&B Vocalist". Den 17 juli 2001 släpptes Aaliyahs självbetitlade tredje studioalbum. Efter sin andraplats-debut på listan tappade skivan dessvärre snabbt placeringar och föll ned till en 27:e plats, vilket blev en besvikelse för sångerskan och hennes skivbolag. När Aaliyah samma månad omkom i ett flygplanshaveri på Bahamas ökade dock försäljningen markant och albumet klättrade till första platsen på listan. Sammanlagt tillbringade Aaliyah två år på Billboard 200. Sångerskans sista album framhävde fem musiksinglar varav "Rock the Boat" och "More Than a Woman" blev topp-tio hits. Efter sin död har flera av sångerskans outgivna låtar getts ut postumt, varav 2002:s "Miss You", blev en topp-fem hit i USA.
Aaliyah har fram till december år 2008 sålt 8 miljoner album i USA och 32 miljoner exemplar internationellt. Tack vare hennes stora framgångar under 1990-talet belönades hon med titeln "Princess of R&B". Under sin karriär har Aaliyah haft 18 topp-fyrtio singlar i Storbritannien.

## Album

### Studioalbum
| År   | Titel                                                                                                | Listpositioner | Listpositioner | Listpositioner | Listpositioner | Listpositioner | Listpositioner | Listpositioner | Listpositioner | Listpositioner | Listpositioner | Listpositioner | Certifikat | Försäljning                        |
| År   | Titel                                                                                                | USA            | USA (R&B)      | UK             | AUS            | NZ             | DAN            | TYS            | SCH            | FRA            | NED            | SVE            | Certifikat | Försäljning                        |
| ---- | --- | -------------- | -------------- | -------------- | -------------- | -------------- | -------------- | -------------- | -------------- | -------------- | -------------- | -------------- | --- | ---------------------------------- |
| 1994 | Age Ain't Nothing But a Number - 1:a studioalbumet - Släppt: 14 juni, 1994 - Format: LP, Kassett, CD | 18             | 3              | 23             | —              | —              | —              | —              | —              | —              | 44             | —              | - UK: Guld - USA: 2× Platina - KAN: Guld - JP: Guld | - USA: 3 000 000 - INT: 6 000 000  |
| 1996 | One in a Million - 2:a studioalbumet - Släppt: 27 augusti, 1996 - Format: LP, Kassett, CD            | 18             | 2              | 33             | —              | —              | —              | —              | —              | —              | 62             | 41             | - USA: 2× Platina - KAN: Guld - JP: Guld | - USA: 3 700 000 - INT: 8 000 000  |
| 2001 | Aaliyah - 3:e studioalbumet - Släppt: 17 juli, 2001 - Format: LP, CD, Digital nedladdning            | 1              | 2              | 5              | 41             | 25             | 34             | 9              | 6              | 9              | 9              | 22             | - AUS Guld - BEL: 2× Platina - BRA Guld - KAN: Platina - DAN: 2× Platina - EU: 2× Platina - FIN: Platina - FRA: 3× Platina - TYS: Guld - JAP: 2× Platina - NZ: Guld - SCH: 9x Platina - USA: 2× Platina - UK: Platina | - USA: 2 950 000 - INT: 13 000 000 |

### Samlingsalbum
| År   | Titel                                                                                           | Listpositioner | Listpositioner | Listpositioner | Listpositioner | Listpositioner | Listpositioner | Listpositioner | Listpositioner | Listpositioner | Listpositioner | Listpositioner | Försäljning (Internationellt)                   |  |
| År   | Titel                                                                                           | USA            | USA (R&B)      | UK             | AUS            | NZ             | DAN            | TYS            | SCH            | FRA            | NED            | SVE            | Försäljning (Internationellt)                   |  |
| ---- | ----------------------------------------------------------------------------------------------- | -------------- | -------------- | -------------- | -------------- | -------------- | -------------- | -------------- | -------------- | -------------- | -------------- | -------------- | ----------------------------------------------- |  |
| 2002 | I Care 4 U - 1:a samlingsalbumet - Släppt: 10 december, 2002 - Format: CD, Digital nedladdning  | 3              | 1              | 4              | 43             | 10             | 39             | 2              | 3              | 4              | 10             | 37             | 1 700 000 (USA) UK: Guld USA: Platina KAN: Guld |  |
| 2005 | Ultimate Aaliyah - 2:a samlingsalbumet - Släppt: 10 maj, 2005 - Format: CD, digital nedladdning | —              | —              | 32             | 82             | —              | —              | —              | —              | —              | —              | —              |                                                 |  |

## Singlar
| År   | Titel                            | Certifikat                                         | Album                          | Listpositioner | Listpositioner | Listpositioner | Listpositioner | Listpositioner | Listpositioner | Listpositioner | Listpositioner | Listpositioner | Listpositioner | Listpositioner |
| År   | Titel                            | Certifikat                                         | Album                          | USA            | USA (R&B)      | UK             | AUS            | NZ             | DAN            | TYS            | SCH            | FRA            | NED            | SVE            |
| ---- | -------------------------------- | -------------------------------------------------- | ------------------------------ | -------------- | -------------- | -------------- | -------------- | -------------- | -------------- | -------------- | -------------- | -------------- | -------------- | -------------- |
| 1994 | "Back & Forth"                   | - RIAA: Guld                                       | Age Ain't Nothing But a Number | 5              | 1              | 16             | 100            | 48             | —              | —              | —              | —              | 38             | —              |
| 1994 | "At Your Best (You Are Love)"    | - RIAA: Guld                                       | Age Ain't Nothing But a Number | 6              | 2              | 27             | —              | 39             | —              | —              | —              | —              | 40             | —              |
| 1994 | "Age Ain't Nothing but a Number" |                                                    | Age Ain't Nothing But a Number | 75             | 35             | 32             | —              | —              | —              | —              | —              | —              | —              | —              |
| 1995 | "Down with the Clique"           |                                                    | Age Ain't Nothing But a Number | —              | —              | 33             | —              | —              | —              | —              | —              | —              | —              | —              |
| 1995 | "The Thing I Like"               |                                                    | Age Ain't Nothing But a Number | —              | —              | 33             | —              | —              | —              | —              | —              | —              | —              | —              |
| 1996 | "If Your Girl Only Knew"         |                                                    | One in a Million               | 11             | 1              | 21             | —              | 20             | —              | —              | —              | —              | —              | 49             |
| 1996 | "Got to Give It Up"              |                                                    | One in a Million               | —              | —              | 37             | —              | 34             | —              | —              | —              | —              | —              | —              |
| 1997 | "One in a Million"               |                                                    | One in a Million               | 25             | 1              | 15             | 69             | 11             | —              | —              | —              | —              | —              | —              |
| 1997 | "4 Page Letter"                  |                                                    | One in a Million               | 59             | 12             | 24             | —              | 49             | —              | —              | —              | —              | —              | —              |
| 1997 | "Hot Like Fire"                  |                                                    | One in a Million               | —              | 31             | 30             | —              | —              | —              | —              | —              | —              | —              | —              |
| 1997 | "The One I Gave My Heart To"     | - RIAA: Guld                                       | One in a Million               | 9              | 1              | 30             | —              | 28             | —              | —              | —              | —              | 74             | —              |
| 1997 | "Journey to the Past"            |                                                    | Anastasia                      | —              | —              | 22             | —              | —              | —              | —              | —              | —              | —              | —              |
| 1998 | "Are You That Somebody?"         | - NZ: Guld                                         | Dr. Dolittle                   | 21             | 1              | 11             | —              | 1              | —              | 31             | 41             | —              | 3              | —              |
| 2000 | "Try Again"                      | - AUS: Platina - BEL: Guld - BVMI: Guld - NZ: Guld | Romeo Must Die                 | 1              | 4              | 5              | 8              | 13             | —              | 5              | 8              | 26             | 3              | 15             |
| 2000 | "Come Back in One Piece"         |                                                    | Romeo Must Die                 | 117            | 36             | —              | —              | —              | —              | —              | —              | —              | 59             | —              |
| 2001 | "We Need a Resolution"           |                                                    | Aaliyah                        | 59             | 15             | 20             | 44             | —              | —              | 71             | 56             | 53             | 37             | 46             |
| 2001 | "Rock the Boat"                  |                                                    | Aaliyah                        | 14             | 2              | 12             | 49             | —              | —              | 70             | 59             | —              | 12             | —              |
| 2002 | "More Than a Woman"              |                                                    | Aaliyah                        | 25             | 7              | 1              | 37             | —              | —              | 34             | 16             | —              | 38             | 52             |
| 2002 | "I Care 4 U"                     |                                                    | Aaliyah                        | 16             | 3              | —              | —              | —              | —              | —              | —              | —              | —              | —              |
| 2002 | "Miss You"                       |                                                    | I Care 4 U                     | 3              | 1              | —              | —              | —              | 15             | 8              | 15             | —              | 14             | 40             |
| 2002 | "Don't Know What to Tell Ya"     |                                                    | I Care 4 U                     | —              | —              | 22             | 34             | —              | —              | 57             | 30             | 49             | 57             | —              |
| 2002 | "Come Over"                      |                                                    | I Care 4 U                     | 32             | 9              | —              | —              | —              | —              | —              | —              | —              | —              | —              |
| 2005 | "Are You Feelin' Me?"            |                                                    | Ultimate Aaliyah               | —              | —              | —              | —              | —              | —              | —              | —              | —              | —              | —              |
| 2012 | "Enough Said"                    |                                                    | TBA                            | —              | 48             | —              | —              | —              | —              | —              | —              | —              | —              | —              |
|      |                                  |                                                    |                                | USA            | USA (R&B)      | UK             | AUS            | NZ             | DAN            | TYS            | SCH            | FRA            | NED            | SVE            |
|      |                                  |                                                    | Listettor                      | 1              | 6              | 1              | —              | —              | —              | —              | —              | —              | —              | —              |
|      |                                  |                                                    | Topp 10 hits                   | 5              | 13             | 2              | 1              | —              | —              | 2              | 1              | —              | 1              | —              |